# Meteorium viridulum
Meteorium viridulum là một loài Rêu trong họ Meteoriaceae. Loài này được (Mitt.) Mitt. mô tả khoa học đầu tiên năm 1869.